# 维多利亚道 (天津)

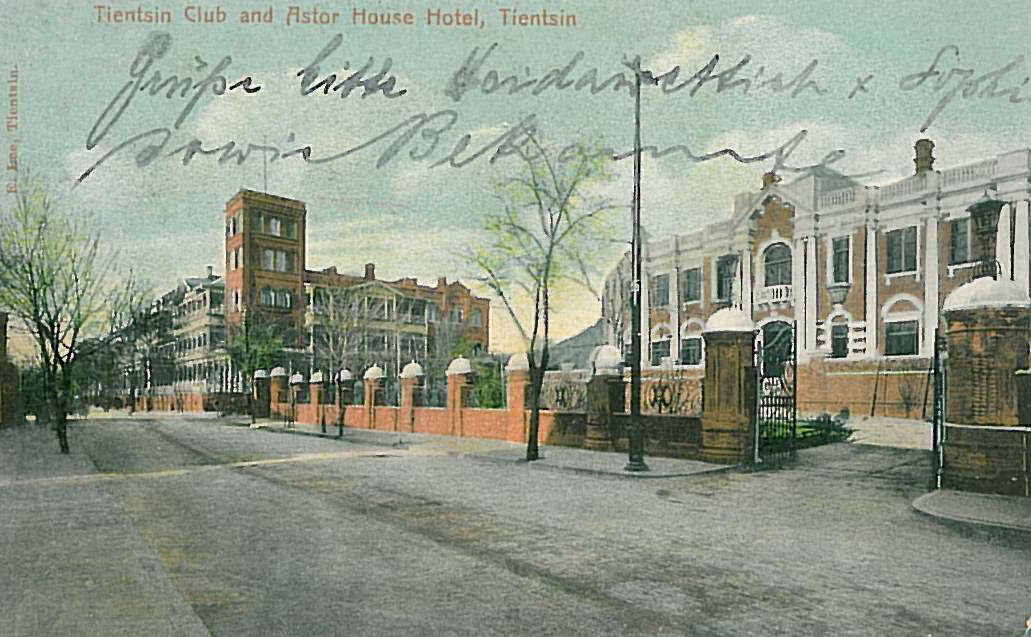
维多利亚道上的天津利顺德饭店和天津英国俱乐部

维多利亚道（英語：Victoria Road），始建于1860年，北起宝士徒道（Bristow Road），南至狄更生道（Dickinson Road），是天津英租界内开发最早的道路，也是天津英租界内最重要的街道之一。现为中国天津市和平区解放北路的营口道至开封道段。

## 历史
维多利亚道所处地区历史上原为天津老城东南郊海河西岸的一片沼泽荒地，该区域北面为紫竹林地区。1860年12月17日，该地区被划进新开辟的天津英租界。戈登为该租界进行了规划，维多利亚道就是其中的南北主干道。不过起初天津的对外贸易并不兴盛，来到这里的少数外商仍然居住在华界三岔河口的宫北大街，天津英租界只有英资宝顺洋行和英国领事馆建造了房屋。1870年6月发生的天津教案彻底改变了天津英租界的面貌，外国侨民纷纷移居天津英租界，到1900年庚子之乱以前，已经建成了以维多利亚道为主干道的道路网，两侧除了以英国为主的商业、金融机构，还建起天津英租界工部局大楼戈登堂和天津利顺德饭店等建筑。1900年以后，由于海河航道得到疏浚，同时挖出的泥沙又填平了天津英租界中的大片沼泽，使得该租界的投资环境得到很大改善。天津租界的商务活动也趋于繁盛，民国初年，天津英租界维多利亚道夫人两侧兴建了一批金融建筑。

## 交汇道路
当时，与维多利亚道相交汇的主要道路有：
- 营口道 原宝士徒道（Bristow Road）
- 大同道 原领事道（Consular Road ）
- 大连道 原怡和道（E Wo Road）
- 保定道 原巴克斯道（Parkes Road）
- 太原道 原宝顺道（Pao Shun Road）
- 泰安道 原咪哆士道（Meadows Road）
- 彰德道 原博目哩道（Bromley Road）
- 曲阜道 原革事道（Council Road）
- 开封道 原开滦胡同（Kailan Lane Road）、原克森士道（Cousins Road）
- 徐州道 原狄更生道（Dickinson Road）

## 沿街著名建筑

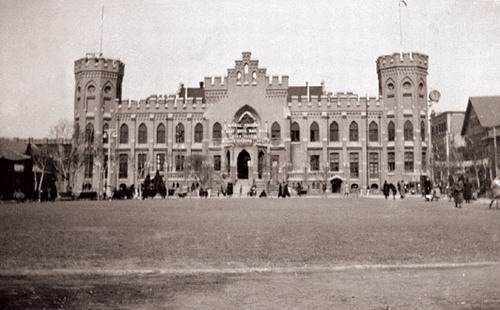
维多利亚道上的戈登堂

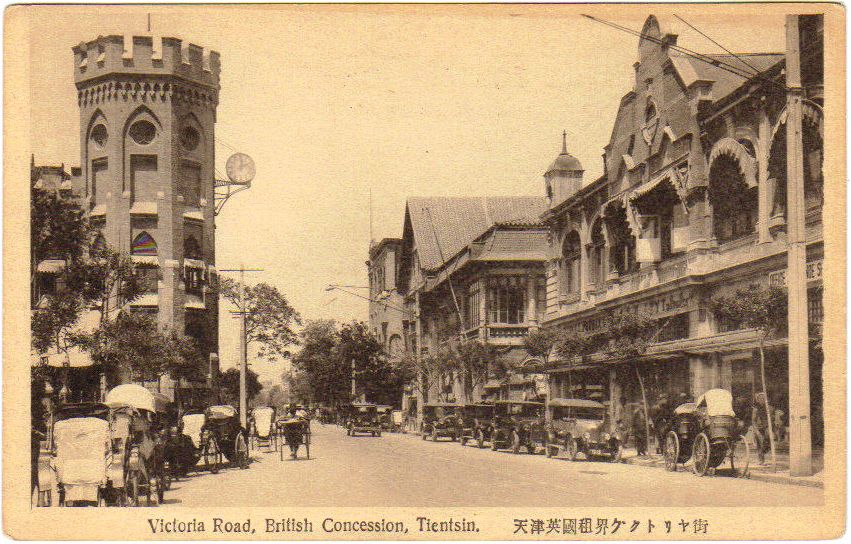
日本发行的维多利亚道明信片

维多利亚道当时比较著名的建筑有：
- 戈登堂
- 皇宫饭店
- 天津利华大楼
- 泰莱饭店大楼
- 天津英国俱乐部
- 新泰兴洋行大楼
- 美国海军俱乐部
- 天津印字馆大楼
- 天津利顺德大饭店
- 天津汇丰银行大楼
- 天津中南银行大楼
- 天津花旗银行大楼
- 天津金城银行大楼
- 天津怡和洋行大楼
- 天津华比银行大楼
- 屈臣氏大药房大楼
- 天津太古洋行大楼
- 天津瑞隆洋行大楼
- 天津惠罗公司大楼
- 天津英国领事署大楼
- 天津麦加利银行大楼
- 天津四行储蓄会大楼
- 天津横滨正金银行大楼
- 中央银行天津分行大楼
- 天津久安商业银行大楼
- 仁记洋行天津分行大楼
- 华俄道胜银行天津分行大楼
- 天津德国俱乐部原址
- 中国农工银行天津分行大楼[1]

## 内部链接
- 解放北路